# Маслёнок серый
Маслёнок серый (лат. Suillus aeruginascens) — трубчатый гриб рода Маслёнок (Suillus) семейства Маслёнковые (Suillaceae). 
Латинские синонимы:
- Boletus aeruginascens Secr.
- Ixocomus viscidus (Fr. et Hok.) Quél

## Описание
Диаметр шляпки 4—8(12) см, цвет грязно-белый, впоследствии желтовато-, оливково- или красновато-серый, на ощупь клейкая, гладкая или изредка волокнисто-мелкочешуйчатая. Кожица снимается. Поры грязно-белые, затем серовато-коричневатые, угловатые. Споры 8—14 × 4—5 мкм, коричневатые. Ножка плотная, с кольцом, 4—8(10) × 1—3 см, желтовато-сероватая. Кольцо жёлтое, быстро исчезает. Мякоть в шляпке белая, со временем грязно-белая, в ножке желтоватая, впоследствии коричневатая, при разрезании над пластинками и в ножке становится грязно-синеватая, запах и вкус приятные.

## Экология и распространение
Образует микоризу с лиственницей. Сезон — июль — октябрь. Съедобный гриб.